# Marie Kofoed

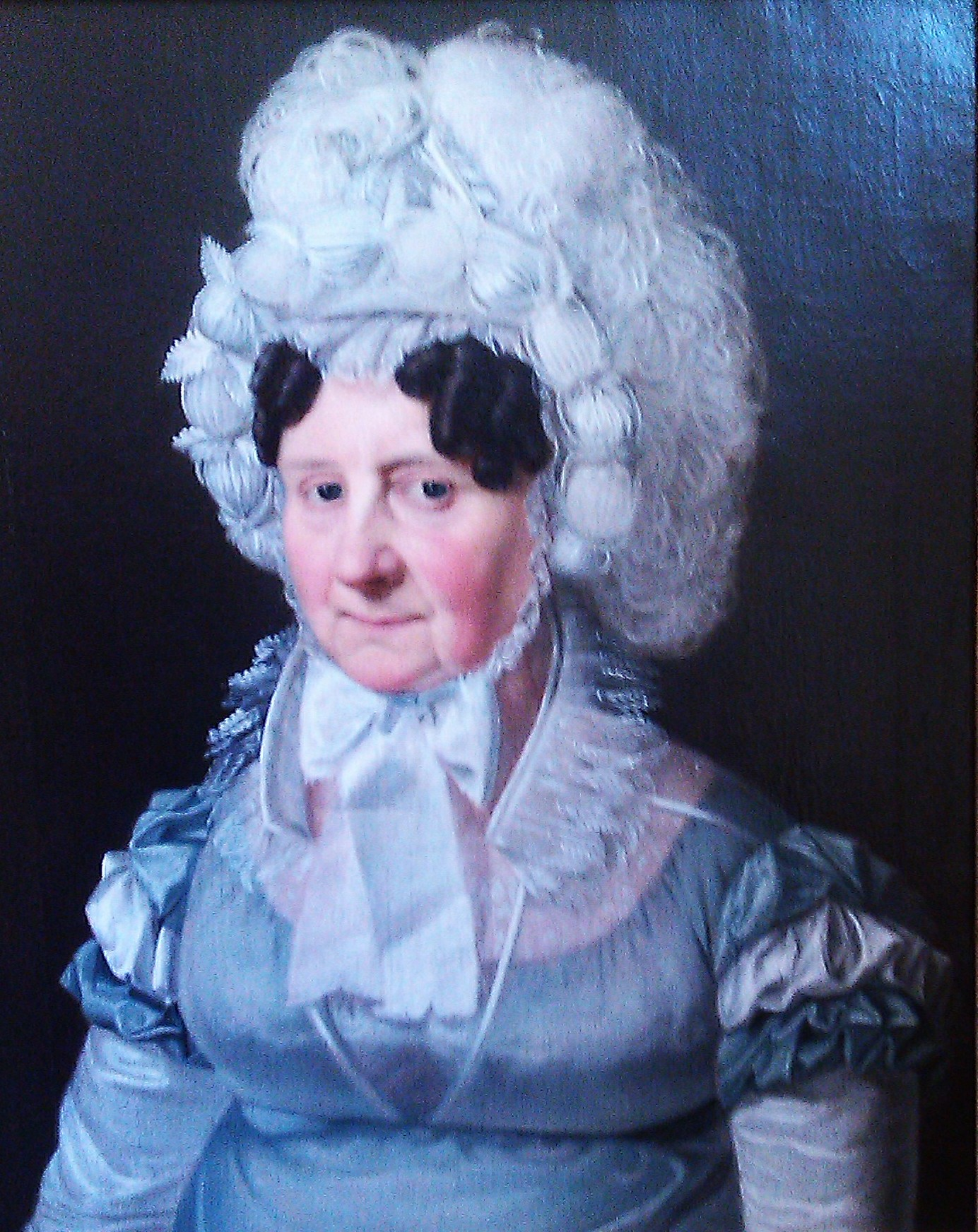
Johan Anton Bechs porträtt Etatsrådinde Marie Kofoed

Marie Kofoed, född Bohn 19 januari 1760 i Rönne på Bornholm, död 20 april 1838 i Köpenhamn, var en dansk affärsidkare och filantrop. 
Hon var dotter till affärsidkaren och hospitalsföreståndaren Morten Bohn (1719-1802) och Barbara Kirstine Ancher (1725-71) i Rönne. Hon gifte sig 1776 med affärsidkaren Jochum Herman Ancher (1746-86) från Neksø och 1786 med grosshandlaren Hans Peter Kofoed (1743-1812) från Østermarie.
Hon tillhörde genom födsel och båda sina äktenskap ön Bornholms elit och beskrivs som lokalpatriot. Hennes andre make sysslade med både affärer och godsdrift, och efter hans död 1812 tog hon över affärerna, som hon framgångsrikt skötte under den ekonomiska kris som följde på Napoleonkrigen. Hon både ärvde och tjänade en stor förmögenhet, som hon använde till välgörenhet. Hon understödde enskilda individer, så som då hon betalade Johan Nicolai Madvigs utbildning, och finansierade kyrkor, skolor och sjukhus på Bornholm och Själland och sjömän och deras familjer i Köpenhamn. År 1818 fick hon titeln etatsrådinde som erkänsla för sitt sociala arbete, en utmärkelse som vid den här tiden var mycket ovanlig för kvinnor. I sitt testamente donerade hon stora summor för bidrag till sjömän och deras änkor på Bornholm, ämbetsänkor i Köpenhamn och ogifta kvinnor utan försörjning. 